# 海康新脊介
海康新脊介（学名：Neonesidea haikangensis）为土菱介科新脊介屬下的一个种。